# Damjan Šiškovski
Damjan Šiškovski (Macedonisch: Дамјан Шишковски) (Skopje, 18 maart 1995), is een Macedonisch voetballer die als doelman speelt. Hij verruilde FK Rabotnički in juli 2020 voor het Cypriotische Doxa Katokopia. Šiškovski debuteerde in 2020 in het Macedonisch voetbalelftal.

## Carrière

### FK Rabotnički Skopje
Šiškovski werd geboren in Skopje en speelde ook bij een van de plaatselijke topclubs. Šiškovski werd in 2014 kampioen van Macedonië, de vierde pas in de clubgeschiedenis. Šiškovski's doorbraak leek er te komen in het seizoen 2014/15 maar verkoos in januari een avontuur in België.

### AA Gent
Vanaf 1 januari 2015 maakte Šiškovski deel uit van de selectie. Hij tekende een contract van 1 jaar met een optie voor nog een jaar. Hij ging meteen mee op stage om Kristof Maes te vervangen. Maes' contract liep af en de Gentenaars hadden een derde doelman nodig. Hij speelde uiteindelijk geen minuut voor Gent en vertrok terug naar Rabotnički. Wel mocht hij het Belgisch landskampioenschap met de Gentenaars vieren.

### Verdere carrière
In 2018 tekende Šiškovski bij FC Lahti waar hij een seizoen onder de lat stond. In 2019 speelde hij nog kortstondig bij RoPS Rovaniemi, eveneens uit Finland. In 2019 keerde hij terug naar Rabotnički. In 2020 werd Šiškovski transfervrij aangetrokken door het Cypriotische Doxa Katokopia.

## Statistieken
| Seizoen         | Club            | Land                     | Competitie         | Competitie | Competitie | Beker | Beker | Internationaal | Internationaal | Totaal | Totaal |
| Seizoen         | Club            | Land                     | Competitie         | Wed.       | Dlp.       | Wed.  | Dlp.  | Wed.           | Dlp.           | Wed.   | Dlp.   |
| --------------- | --------------- | ------------------------ | ------------------ | ---------- | ---------- | ----- | ----- | -------------- | -------------- | ------ | ------ |
| 2011/12         | FK Rabotnički   | Vlag van Noord-Macedonië | Prva Liga          | 5          | 0          | 0     | 0     | 1              | 0              | 6      | 0      |
| 2012/13         | FK Rabotnički   | Vlag van Noord-Macedonië | Prva Liga          | 11         | 0          | 0     | 0     | 0              | 0              | 11     | 0      |
| 2013/14         | FK Rabotnički   | Vlag van Noord-Macedonië | Prva Liga          | 1          | 0          | 0     | 0     | 0              | 0              | 1      | 0      |
| 2014/15         | FK Rabotnički   | Vlag van Noord-Macedonië | Prva Liga          | 10         | 0          | 0     | 0     | 2              | 0              | 12     | 0      |
| 2014/15         | AA Gent         | Vlag van België          | Jupiler Pro League | 0          | 0          | 0     | 0     | 0              | 0              | 0      | 0      |
| Carrière totaal | Carrière totaal | Carrière totaal          | Carrière totaal    | 48         | 1          | 0     | 0     | 3              | 0              | 51     | 1      |

## Interlandcarrière
Šiškovski speelde voor verschillende Macedonische jeugdelftallen. Hij debuteerde op 5 september 2020 voor het Macedonisch voetbalelftal in een UEFA Nations Leaguewedstrijd tegen Armenië (2–1 winst). In mei 2021 werd Šiškovski door bondscoach Igor Angelovski, als reservedoelman achter Stole Dimitrievski, opgenomen in de Macedonische selectie voor het met een jaar uitgestelde EK 2020. Šiškovski kwam tijdens het toernooi niet in actie.
1 Dimitrievski ·
2 Bejtulai ·
3 Zajkov ·
4 Ristevski ·
5 Ademi ·
6 Musliu ·
7 Tričkovski ·
8 Alioski ·
9 Trajkovski ·
10 Pandev  ·
11 Hasani ·
12 Jankov ·
13 S. Ristovski ·
14 D. Velkovski ·
15 Kostadinov ·
16 Nikolov ·
17 Bardhi ·
18 Stojanovski ·
19 K. Velkoski ·
20 Spirovski ·
21 Elmas ·
22 Šiškovski ·
23 Radeski ·
24 Avramovski ·
25 Čurlinov ·
26 M. Ristovski ·
Coach: Angelovski